# Dvärgpungråttor
Dvärgpungråttor (Marmosa) är ett släkte i familjen pungråttor som förekommer i Amerika. Utbredningsområdet sträcker sig från norra Mexiko till Sydamerikas centrala delar.

## Utseende
Dvärgpungråttor liknar i utseende smala möss med stora öron men de är inte närmare släkt med denna underfamilj. Pälsens färg är på ovansidan rödbrun eller mörkbrun och på buken ljusare, oftast vit- eller gulaktig. Pälsen är kort och mjuk. Dessa pungdjur har stora ögon och öronen saknar hår. De når en kroppslängd mellan 9 och 19 centimeter och därtill kommer en 12 till 23 centimeter lång svans. Vikten ligger mellan 15 och 130 gram. Honor är vanligen tydlig mindre än hannar.
Arterna saknar vita punkter i ansiktet och de bruna håren kring ögonen skapar ett mönster som liknar en ansiktsmask. Antalet tänder per käkhalva i överkäken är 5 framtänder, en hörntand, 3 premolarer och 4 molarer. I underkäken förekommer 4 framtänder per sida och annars är tanduppsättningen likt överkäken.

## Ekologi
Dvärgpungråttor lever i skogar främst i närheten av vattenansamlingar. I bergstrakter hittas de upp till 3 400 meter över havet. Ibland finns de på jordbruksmark. De är aktiva på natten och varje individ lever ensam. De klättrar ofta i träd men vistas även på marken. Under dagen sover de i självbyggda bon av blad och kvistar eller använder fågelbon och andra gömställen. De är allätare som främst äter insekter och frukter. Ibland har de mindre ryggradsdjur och fågelägg som föda.
Varje individ har ett 0,3 till 2,5 hektar stort territorium och reviren av olika kön överlappar varandra. Reviren markeras med urin och kanske med körtelvätska från körtlarna vid hakan, bröstet och kinderna.

## Fortplantning
Trots att släktet räknas till pungdjuren saknar honor pung (Marsupium). Honan har 9 till 19 spenar och de första månaderna hänger ungdjuren vid honans kropp. Dräktigheten varar i cirka 14 dagar och per kull föds sju till nio ungar, ibland upp till 13. Ungarna dias 60 till 70 dagar och efter cirka åtta månader är de könsmogna. Livslängden i naturen är sällan längre än ett år. I fångenskap blev några individer tre år gamla. Antagligen har honor bara en kull under sitt liv.

## Hot
Dvärgpungråttor jagas inte men de hotas av förstöringen av levnadsområdet genom skogsskövling.

## Arter och utbredning
Idag räknas omkring 10 arter till släktet:
- Marmosa andersoni, är bara känt från ett berg i Peru, listas av IUCN med kunskapsbrist (DD).
- Marmosa lepida, finns från Surinam till Bolivia.
- Marmosa mexicana, finns från Mexiko till Panama.
- Marmosa murina, förekommer i stora delar av Sydamerika.
- Robinsons muspungråtta (Marmosa robinsoni), förekommer i Central- och norra Sydamerika.
- Marmosa rubra, lever i Ecuador och Peru.
- Marmosa tyleriana, lever i södra Venezuela.
- Marmosa xerophila, lever i Colombia och Venezuela, räknas som sårbar (VU).
- Ibland räknas Marmosa quichua  (från Peru), M. chapmani (från ön Trinidad), M. ruatanica (från Colombia) och M. simonsi som självständiga arter.

Tidigare listades ännu fler arter till släktet men de är numera fördelade på släktena Marmosops, Gracilinanus, Cryptonanus, Tlacuatzin, Micoureus och Thylamys.